# Dana McVicker
Dana McVicker (Baltimore, 1963) is een Amerikaanse countryzangeres.

## Carrière
Dana McVicker stond in 1988 onder contract bij Capitol Records in Nashville en bracht een gelijknamig album uit. Ze plaatste vier singles in de countryhitlijst. Ze werd ook genomineerd voor de beste nieuwe vrouwelijke artiest voor de Academy of Country Music-awards in 1988, maar verloor van K.T. Oslin. Ze was ook te horen op de song Young Country van het Hank Williams jr. album Born to Boogie.
Na het verlaten van Capitol Records zong McVicker de achtergrondzang bij de eerste vijf studio-albums van Travis Tritt en was ze een van vele gastzangers op diens single Lord Have Mercy on the Working Man (1992). Ze werd ook uitgelicht op het nummer Drive Away van het album Outskirts of Town (1993) van Sawyer Brown.
McVickers echtgenoot Michael Thomas speelde gitaar voor de band van Reba McEntire, totdat een vliegtuig, met aan boord Thomas, zes andere leden van McEntire's band en haar manager, neerstortten op een nabijgelegen berg na het opstijgen vanaf een vliegveld in San Diego. Niemand aan boord overleefde de crash.

## Discografie

### Singles
- 1987:	I'd Rather Be Crazy
- 1987: Call Me a Fool
- 1988:	Rock-a-Bye Heart
- 1988: I'm Loving the Wrong Man Again

### Albums
- 1988: Dana McVicker (Capitol Nashville)
- 2011: Back (Matchbook Records)

### Muziekvideos
- 1988:	I'm Loving the Wrong Man Again